# 우문호
주 진탕공 우문 호(周 晉蕩公 宇文護, 513년 ~ 572년)는 중국 남북조 시대 서위, 북주의 황족, 권신이다.  북주의 실질적인 창건자 우문태(宇文泰)의 조카이다. 우문태 사후 보정대신으로 지명되어 권세를 휘둘렀으나, 무제 우문옹에게 숙청되었다.
대군 무천(代郡 武川, 현재의 내몽골 자치구 후허하오터시 우촨현) 출신으로 자는 살보(薩保)이다. 진국공(晉國公)으로 책봉이 되었는데, 작호를 딴 호칭인 진공 호(晉公護)라고 불리기도 한다.

## 생애
숙부 우문태 휘하에서 장수로서 공을 세우고, 우문태가 서위의 권력자가 되었을 즈음에 우문태의 최측근이 되었다. 556년 우문태가 죽은 후 실권을 장악했다. 우문태의 유언에 따라 후계자인 우문각을 보좌하게 되었지만, 사실은 우문각을 허수아비로 내세우고 자기가 권력을 휘둘렀다. 우문호의 전횡에 반대한 중신인 조귀(趙貴)와 독고신(獨孤信)이 우문호를 죽이려고 하지만, 우문호는 이를 미리 알아채 조귀와 독고신을 제거했다. 효민제 우문각도 우문호의 전횡이 심해지자, 그를 숙청하려 했지만 실패하였다. 557년 우문호는 효민제를 폐위시킨 직후에 시해하였고 우문육을 황제로 옹립하였다. 그 이후 북주와 북제와 전쟁이 일어나는데, 군략에는 능통하지 못하여 곡률광과 고장공의 군대에게 패하여, 곡률광과 고장공의 명성이 올라가게 만들었다.
560년, 명제 우문육이 자신과 대립하자, 황제를 독살하고 우문옹을 황제로 옹립하였다. 북주 무제 우문옹은 두 명의 선황들과 달리 우문호에게 굴복하는 모습을 보였다. 우문호는 자신이 완전히 군권을 장악한데다 황제가 우둔하기까지 하니 안심하고 있었다. 그러나 우문옹의 우둔함은 거짓이었고, 뒤에서는 측근들과 우문호 암살 계획을 짜고 있었다. 권세가 극에 달했을 때 돌궐과 동맹을 맺었다.
572년 지방에 있다가 오랜만에 장안에 돌아왔고 무제를 알현했다. 그 때, 고령에도 술을 좋아하는 황태후에게 충고를 해 달라는 북주 무제에게 청을 받았다. 그 청에 때문에 황태후와 알현하고 단둘이 있게 되고, 서경의 한 편중의 하나인 주고(酒誥)를 읽게 하였다. 그 틈에 무제가 등을 밀쳐 넘어뜨려 쓰러졌다. 그 곳에서 무제와 동복 동생인 위공(衛公) 우문직(宇文直)에 의해 숨통을 찔려 죽었다. 그가 암살을 당한 뒤에 우문호의 부하들을 일망타진하였다.